# Holothrix hydra
Holothrix hydra är en orkidéart som beskrevs av Phillip James Cribb. Holothrix hydra ingår i släktet Holothrix och familjen orkidéer.
Artens utbredningsområde är Tanzania. Inga underarter finns listade i Catalogue of Life.